# Franz von Paula Gruithuisen
Franz von Paula Gruithuisen (Burg Haltenberg, 19 de marzo de 1774-Múnich, 21 de junio de 1852) fue un astrónomo, médico, algólogo, micólogo y botánico alemán.
Se opuso al principio teleológico en la ciencia, y se distinguió como un microscopista cualificado. Antes de Jean Civiale inventó, en 1812, un instrumento para triturar piedras en la vejiga.

## Biografía
Su padre Petrus van de Gruithuijzen (1732 - 1793) provenía de Woensel de Brabante Septentrional y fue cetrero y obispo de Haltenberg. Su madre Rosina María Lederer († 1798) de Aichach.
En 1780, fue a la escuela media Gruithuisen en Landsberg am Lech. Después de formarse como un protocirujano en Kaufering y en Landsberg, siendo ayudante de cirujano de campo en el Ejército Imperial (HRR). Con él, se trasladó a la guerra turco-rusa de Austria. En 1792, llegó como un haiduque a la corte de Carlos Teodoro del Palatinado y Baviera. En 1793 sucedió a su padre como tutores y administradores que sostienen Bergs. En 1794 ingresó como oficial hartschier del Cuerpo de electores.
A partir de 1800 se dispuso a estudiar en la Universidad de Landshut. En el semestre de verano de 1801, se matriculó allí en filosofía, ciencia y medicina. El 2 de septiembre de 1808, se doctoró en Landshut como Dr. med. En la escuela de medicina del país en Múnich, el mismo año, profesor de física, química, botánica, zoonomía, antropología, patología, enciclopedia e historia de la medicina.
El 20 de julio de 1820, se casó con Caroline Antonie Neuner.
Como otros antes y después de su tiempo, Gruithuisen creía que nuestra Luna era habitable. Hizo varias observaciones de la superficie lunar que apoyaban sus creencias, incluso del anuncio del descubrimiento de una ciudad en el terreno áspero al norte del cráter Schröter que llamó la Wallwerk. Esa región contiene una serie de crestas un tanto lineales que tienen un patrón de espina de pescado, y, con el pequeño telescopio refractor que estaba usando, podría ser percibido como parecido a edificios con calles. Publicó sus observaciones en 1824, pero fueron recibidos con mucho escepticismo por otros astrónomos de la época. Sus afirmaciones fueron refutadas fácilmente utilizando instrumentos más poderosos.
El 9 de febrero de 1823 fue nombrado profesor de anatomía y fisiología en la Escuela Quirúrgica en Múnich. Después de 1825 realizó visitas científicas a universidades europeas alemanas y otras. La Universidad Ludwig Maximilian de Múnich lo nombró en 20 de mayo de 1826 como profesor extraordinario de astronomía. Cuatro años más tarde, el 11 de junio de 1830 fue nombrado profesor de astronomía.
Gruithuisen murió en 1852 en Múnich, y fue enterrado en el Cementerio Viejo Sur. En sua tumba de piedra se entronizó un busto. Su herbario se encuentra en la Biblioteca Estatal de Baviera.

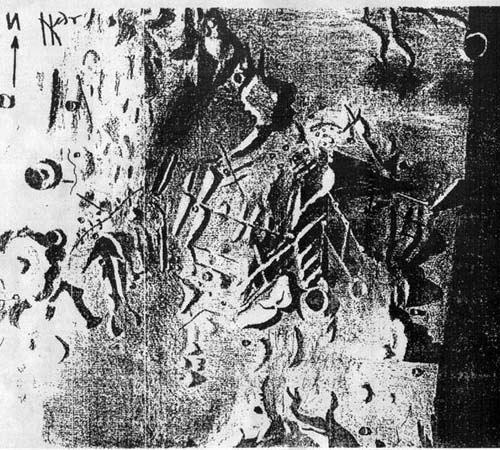
Bosquejo del autor sobre sus visiones de la ciudad lunar.

## Obra
- Ueber die Existenz der Empfindung in den Köpfen und Rümpfen der Geköpften und von der Art, sich darüber zu belehren. Augsburg 1808.[2]
- Anthropologie. Múnich 1810.
- Organozoonomie. Múnich 1811.
- Über die Natur der Kometen. Múnich 1811.
- Beiträge zur Physiognosie und Eautognosie. Múnich 1812.
- Entdeckung vieler deutlicher Spuren der Mondbewohner, besonders eines colossalen Kunstgebäudes derselben. 1824.[3]
- Über die Ursachen der Erdbeben. Núremberg 1825.
- Analekten für Erd- und Himmelskunde. Múnich 1828–36.
- Der Mond und seine Natur. Múnich 1844.

## Reconocimientos

### Galardones
- 1842: Orden al mérito de San Miguel

### Membresías
- 1819: Leopoldina.

#### Epónimos

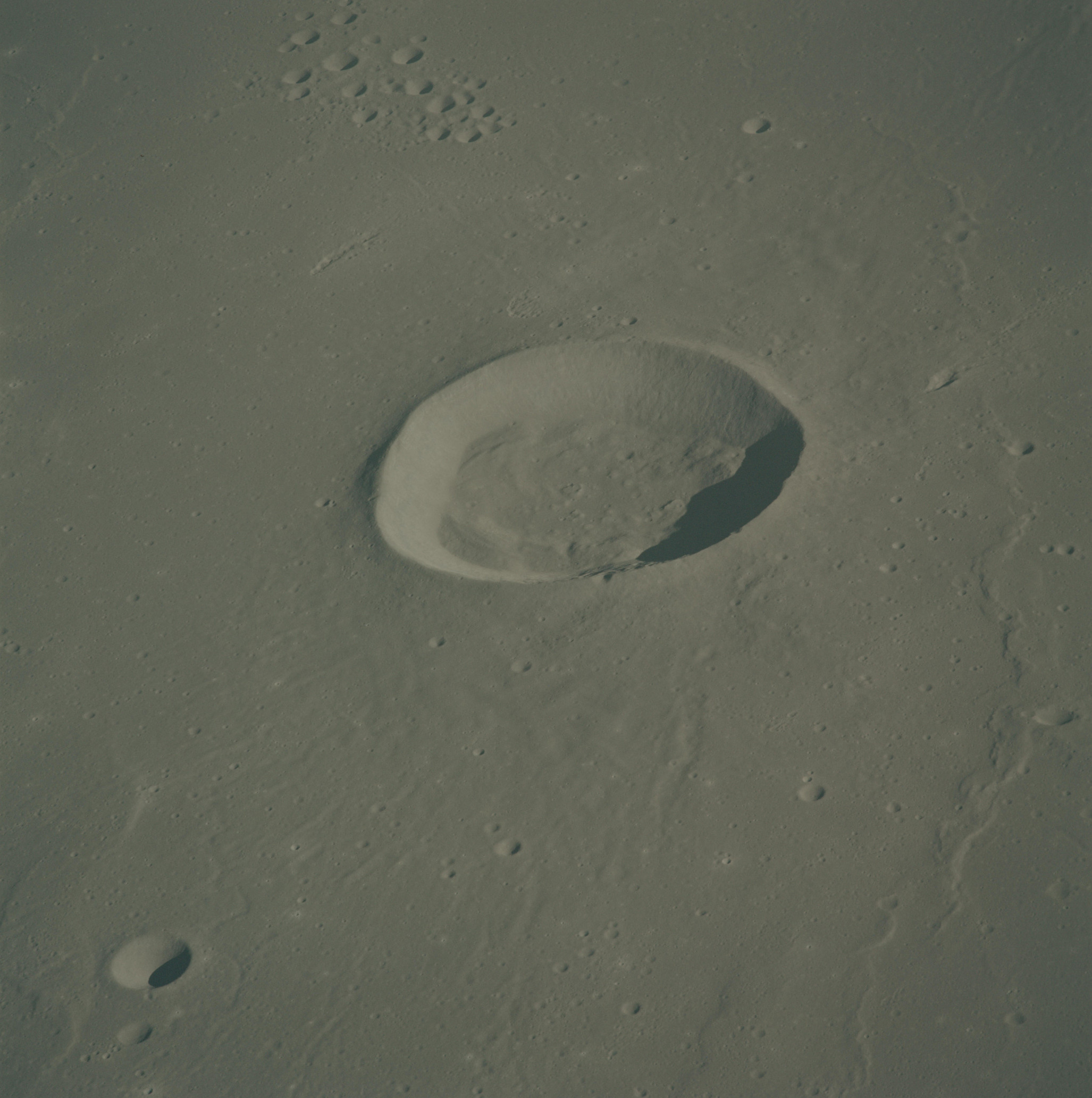
Cráter lunar Gruithuisen

- Cráter lunar Gruithuisen.
- (Alliaceae) Allium grimmii Regel[4]